# Vụ rơi Lockheed C-130 Hercules của Không quân Indonesia 2015
Vào ngày 30 tháng 6 năm 2015, một chiếc máy bay C-130 Hercules thuộc Không quân Indonesia đâm xuống một khu dân cư với 12 người thuộc phi hành đoàn và 109 hành khách trong một khoảng thời gian ngắn sau khi cất cánh từ Medan, ở Indonesia, để tới Tanjung Pinang, làm tất cả những người trên máy bay thiệt mạng, cùng với 22 nạn nhân dưới đất.
Tại thời điểm xảy ra tai nạn, máy bay đang vận chuyển quân nhân cùng với gia đình của họ, và nhiều khả năng cả dân thường. Máy bay được lên lịch để quá cảnh qua đêm tại Pontianak, nơi có Sân bay Supadio và đến Tanjung Pinang sau khi tiếp nhiên liệu tại Medan.
Ngay sau vụ tai nạn, tổng tham mưu của Không quân Indonesia đình chỉ hoạt động của toàn bộ phi đội Hercules C-130 ở Sân bay Abdul Rachman Saleh (địa điểm đăng ký của chiếc máy bay liên quan tới tại nạn) để thanh tra, đề phòng khả năng có thêm một máy bay khác bị rơi.